# Єжи Уступський
Єжи Уступський (пол. Jerzy Ustupski, 1 квітня 1911 — 25 жовтня 2004) — польський академічний веслувальник.
Бронзовий призер Олімпійських Ігор 1936 року в складі парної двійки.
Чемпіон Європи 1935 року в складі парної двійки, бронзовий призер 1932 року в складі парної двійки.